# Tournoi de tennis de Tampa Bay
Ne pas confondre avec le tournoi de Floride
Le tournoi de Tampa Bay est un tournoi de tennis féminin du circuit professionnel WTA et masculin du circuit professionnel ATP.
L'épreuve a été organisée dans différentes villes situées dans l'agglomération de Tampa, dans l'État de Floride aux États-Unis.
Sa dernière édition date de 1990 (circuit WTA) et 1993 (circuit ATP).
Avec trois succès, Chris Evert détient le record de victoires en simple.

## Palmarès dames

### Simple
| No | Date       | Nom et lieu du tournoi               | Catégorie      | Dotation  | Surface      | Vainqueure          | Finaliste            | Score         |         |
| -- | ---------- | ------------------------------------ | -------------- | --------- | ------------ | ------------------- | -------------------- | ------------- | ------- |
| 1  | 26-09-1977 | Florida Federal Open, Palm Harbor    |                | 35 000 $  | Terre (ext.) | Virginia Ruzici     | Laura duPont         | 6-4, 4-6, 6-2 | Tableau |
| 2  | 06-11-1978 | Florida Federal Open, ClearWater     |                | 75 000 $  | Dur (ext.)   | Virginia Wade       | Anna Maria Fernández | 6-4, 7-6      | Tableau |
| 3  | 22-10-1979 | Florida Federal Open, Tampa          | Colgate Series | 100 000 $ | Dur (ext.)   | Evonne Goolagong    | Virginia Wade        | 6-0, 6-3      | Tableau |
| 4  | 10-11-1980 | Florida Federal Open, Tampa          |                | 125 000 $ | Dur (ext.)   | Andrea Jaeger       | Tracy Austin         | Forfait       | Tableau |
| 5  | 05-10-1981 | Florida Federal Open, Tampa          |                | 125 000 $ | Dur (ext.)   | Martina Navrátilová | Bettina Bunge        | 5-7, 6-2, 6-0 | Tableau |
| 6  | 11-10-1982 | Florida Federal Open, Tampa          | Series 4       | 125 000 $ | Dur (ext.)   | Chris Evert         | Andrea Jaeger        | 3-6, 6-1, 6-4 | Tableau |
| 7  | 10-10-1983 | Florida Federal Open, Tarpon Springs |                | 150 000 $ | Dur (ext.)   | Martina Navrátilová | Pam Shriver          | 6-3, 6-2      | Tableau |
| 8  | 08-10-1984 | Florida Federal Open, Tampa          |                | 150 000 $ | Dur (ext.)   | Michelle Casati     | Carling Bassett      | 6-1, 7-6      | Tableau |
| 9  | 04-11-1985 | Florida Federal Open, Tampa          |                | 150 000 $ | Dur (ext.)   | Stephanie Rehe      | Gabriela Sabatini    | 6-4, 6-7, 7-5 | Tableau |
| 10 | 15-09-1986 | Eckerd Open Largo, Tampa             |                | 125 000 $ | Dur (ext.)   | Lori McNeil         | Zina Garrison        | 2-6, 7-5, 6-2 | Tableau |
| 11 | 27-04-1987 | Eckerd Open, Tampa                   |                | 150 000 $ | Terre (ext.) | Chris Evert         | Kate Gompert         | 6-3, 6-2      | Tableau |
| 12 | 28-03-1988 | Eckerd Open, Tampa                   | Tier IV        | 200 000 $ | Terre (ext.) | Chris Evert         | Arantxa Sánchez      | 7-6, 6-4      | Tableau |
| 13 | 17-04-1989 | Eckerd Open, Tampa                   | Tier IV        | 200 000 $ | Terre (ext.) | Conchita Martínez   | Gabriela Sabatini    | 6-3, 6-2      | Tableau |
| 14 | 16-04-1990 | Eckerd Tennis Open, Tampa            | Tier III       | 225 000 $ | Terre (ext.) | Monica Seles        | Katerina Maleeva     | 6-1, 6-0      | Tableau |

### Double
| No | Date       | Nom et lieu du tournoi              | Catégorie      | Dotation  | Surface      | Vainqueures                       | Finalistes                          | Score         |         |
| -- | ---------- | ----------------------------------- | -------------- | --------- | ------------ | --------------------------------- | ----------------------------------- | ------------- | ------- |
| 1  | 26-09-1977 | Florida Federal Open Palm Harbor    |                | 35 000 $  | Terre (ext.) | Linky Boshoff Ilana Kloss         | Brigitte Cuypers Marise Kruger      | 6-7, 6-2, 6-2 | Tableau |
| 2  | 06-11-1978 | Florida Federal Open ClearWater     |                | 75 000 $  | Dur (ext.)   | Martina Navrátilová Anne Smith    | Kerry Reid Wendy Turnbull           | 7-6, 6-3      | Tableau |
| 3  | 22-10-1979 | Florida Federal Open Tampa          | Colgate Series | 100 000 $ | Dur (ext.)   | Anne Smith Virginia Ruzici        | Ilana Kloss Betty-Ann Stuart        | 7-5, 4-6, 7-5 | Tableau |
| 4  | 10-11-1980 | Florida Federal Open Tampa          |                | 125 000 $ | Dur (ext.)   | Rosie Casals Candy Reynolds       | Anne Smith Paula Smith              | 7-6, 7-5      | Tableau |
| 5  | 05-10-1981 | Florida Federal Open Tampa          |                | 125 000 $ | Dur (ext.)   | Rosie Casals Wendy Turnbull       | Martina Navrátilová Renáta Tomanová | 6-3, 6-4      | Tableau |
| 6  | 11-10-1982 | Florida Federal Open Tampa          | Series 4       | 125 000 $ | Dur (ext.)   | Ann Kiyomura Paula Smith          | Mary Lou Piatek Wendy White         | 6-2, 6-4      | Tableau |
| 7  | 10-10-1983 | Florida Federal Open Tarpon Springs |                | 150 000 $ | Dur (ext.)   | Martina Navrátilová Pam Shriver   | Bonnie Gadusek Wendy White          | 6-0, 6-1      | Tableau |
| 8  | 08-10-1984 | Florida Federal Open Tampa          |                | 150 000 $ | Dur (ext.)   | Carling Bassett Elizabeth Sayers  | Mary Lou Piatek Wendy White         | 6-4, 6-3      | Tableau |
| 9  | 04-11-1985 | Florida Federal Open Tampa          |                | 150 000 $ | Dur (ext.)   | Carling Bassett Gabriela Sabatini | Lisa Bonder Laura Arraya            | 6-0, 6-0      | Tableau |
| 10 | 15-09-1986 | Eckerd Open Largo Tampa             |                | 125 000 $ | Dur (ext.)   | Elise Burgin Rosalyn Fairbank     | Gigi Fernández Kim Sands            | 7-5, 6-2      | Tableau |
| 11 | 27-04-1987 | Eckerd Open Tampa                   |                | 150 000 $ | Terre (ext.) | Chris Evert Wendy Turnbull        | Elise Burgin Rosalyn Fairbank       | 6-4, 6-3      | Tableau |
| 12 | 28-03-1988 | Eckerd Open Tampa                   | Tier IV        | 200 000 $ | Terre (ext.) | Terry Phelps Raffaella Reggi      | Cammy MacGregor Cynthia MacGregor   | 6-2, 6-4      | Tableau |
| 13 | 17-04-1989 | Eckerd Open Tampa                   | Tier IV        | 200 000 $ | Terre (ext.) | Brenda Schultz Andrea Temesvári   | Elise Burgin Rosalyn Fairbank       | 7-6, 6-4      | Tableau |
| 14 | 16-04-1990 | Eckerd Tennis Open Tampa            | Tier III       | 225 000 $ | Terre (ext.) | Mercedes Paz Arantxa Sánchez      | Sandra Cecchini Laura Arraya        | 6-2, 6-0      | Tableau |

## Palmarès messieurs

### Simple
| No | Date       | Nom et lieu du tournoi                 | Catégorie    | Dotation  | Surface         | Vainqueur       | Finaliste          | Score         |  |
| -- | ---------- | -------------------------------------- | ------------ | --------- | --------------- | --------------- | ------------------ | ------------- |  |
| 1  | 31-03-1980 | Palm Harbor Open, Palm Harbor          |              | 50 000 $  | Dur (ext.)      | Paul McNamee    | Stan Smith         | 6-4, 6-3      |  |
| 2  | 09-03-1981 | Robinson's Men's Tennis Open, Tampa    |              | 75 000 $  | Dur (ext.)      | Mel Purcell     | Jeff Borowiak      | 4-6, 6-4, 6-3 |  |
| 3  | 26-04-1982 | Robinson's Men's Tennis Open, Tampa    |              | 75 000 $  | Dur (ext.)      | Brian Gottfried | Mike Estep         | 6-7, 6-2, 6-4 |  |
| 4  | 25-04-1983 | Robinson's Men's Tennis Open, Tampa    |              | 75 000 $  | Moquette (int.) | Johan Kriek     | Robert Lutz        | 6-2, 6-4      |  |
| 5  | 29-04-1991 | USTA Men's Clay Courts of Tampa, Tampa | World Series | 225 000 $ | Terre (ext.)    | Richey Reneberg | Petr Korda         | 4-6, 6-4, 6-2 |  |
| 6  | 13-04-1992 | USTA Men's Clay Courts of Tampa, Tampa | World Series | 235 000 $ | Terre (ext.)    | Jaime Yzaga     | MaliVai Washington | 3-6, 6-4, 6-1 |  |
| 7  | 03-05-1993 | USTA Men's Clay Courts of Tampa, Tampa | World Series | 235 000 $ | Terre (ext.)    | Jaime Yzaga     | Richard Fromberg   | 6-4, 6-2      |  |

### Double
| No | Date       | Nom et lieu du tournoi                 | Catégorie    | Dotation  | Surface         | Vainqueurs                   | Finalistes                   | Score         |  |
| -- | ---------- | -------------------------------------- | ------------ | --------- | --------------- | ---------------------------- | ---------------------------- | ------------- |  |
| 1  | 31-03-1980 | Palm Harbor Open, Palm Harbor          |              | 50 000 $  | Dur (ext.)      | Paul Kronk Paul McNamee      | Steve Docherty John James    | 6-4, 7-5      |  |
| 2  | 09-03-1981 | Robinson's Men's Tennis Open, Tampa    |              | 75 000 $  | Dur (ext.)      | Bernard Mitton Butch Walts   | David Carter Paul Kronk      | 6-3, 3-6, 6-1 |  |
| 3  | 26-04-1982 | Robinson's Men's Tennis Open, Tampa    |              | 75 000 $  | Dur (ext.)      | Tim Gullikson Tom Gullikson  | Brian Gottfried Hank Pfister | 6-2, 6-3      |  |
| 4  | 25-04-1983 | Robinson's Men's Tennis Open, Tampa    |              | 75 000 $  | Moquette (int.) | Tony Giammalva Steve Meister | Eric Fromm Drew Gitlin       | 3-6, 6-1, 7-5 |  |
| 5  | 29-04-1991 | USTA Men's Clay Courts of Tampa, Tampa | World Series | 225 000 $ | Terre (ext.)    | Ken Flach Robert Seguso      | David Pate Richey Reneberg   | 6-7, 6-4, 6-1 |  |
| 6  | 13-04-1992 | USTA Men's Clay Courts of Tampa, Tampa | World Series | 235 000 $ | Terre (ext.)    | Mike Briggs Trevor Kronemann | Luiz Mattar Andreï Olhovskiy | 7-6, 6-7, 6-4 |  |
| 7  | 03-05-1993 | USTA Men's Clay Courts of Tampa, Tampa | World Series | 235 000 $ | Terre (ext.)    | Todd Martin Derrick Rostagno | Kelly Jones Jared Palmer     | 6-3, 6-4      |  |